# Nata ieri (film 1950)
Nata ieri (Born Yesterday) è un film del 1950 diretto da George Cukor.
Ispirato a una commedia teatrale di Garson Kanin, sostenuta da una convincente Judy Holliday e dall'impianto satirico che prende di mira il costume americano e spinge in alto i valori democratici, in un periodo in cui il senatore McCarthy li faceva traballare.

## Trama
È la storia del trafficante Harry e della sua amante Billie, che piano piano evidenzierà qualità umane e morali ribellandosi al ruolo di marionetta nelle mani del trafficante.

## Riconoscimenti
- 1951 - Premio Oscar
  - Miglior attrice protagonista a Judy Holliday
  - Candidatura Miglior film alla Columbia Pictures
  - Candidatura Migliore regia a George Cukor
  - Candidatura Migliore sceneggiatura non originale a Albert Mannheimer
  - Candidatura Migliori costumi a Jean Louis
- 1951 - Golden Globe
  - Miglior attrice in un film commedia o musicale a Judy Holliday
  - Candidatura Miglior film drammatico
  - Candidatura Migliore regia a George Cukor
  - Candidatura Miglior attrice in un film drammatico a Judy Holliday
- 1951 - Mostra Internazionale d'Arte Cinematografica
  - Candidatura Leone d'oro a George Cukor

Nel 2012 è stato scelto per essere conservato nel National Film Registry della Biblioteca del Congresso degli Stati Uniti d'America.

## Rifacimenti
Di questo film è stato fatto un omonimo film nel 1993, con Melanie Griffith (Billie), Don Johnson (Paul Verral) e John Goodman (Harry), avente lo stesso titolo.